# 前橋市立東中学校
前橋市立東中学校（まえばししりつ あずまちゅうがっこう）は、群馬県前橋市光が丘町にある公立中学校。

## 所在地
- 群馬県前橋市光が丘町3番地

## 教育信条
目指す生徒像は
- 弛まず（たゆまず）[1]
- 挫けず（くじけず）
- 美しく（うつくしく）

## 沿革
- 1947年（昭和22年4月1日）開校[2]
- 1983年（昭和58年4月1日）前橋市立箱田中学校を分離

## 部活動
- 男子バスケット部
- 女子バスケット部
- 野球部
- サッカー部
- 男子ソフトテニス部
- 女子ソフトテニス部
- 男子卓球部
- 女子卓球部
- 男子バレーボール部
- 女子バレーボール部
- 女子バドミントン部
- 陸上部
- 柔道部
- 男子剣道部
- 女子剣道部
- 新体操部
- 体操部
- 水泳部
- 美術部
- 吹奏楽部
- 駅伝部
- 科学パソコン囲碁将棋部（廃部）

## 委員会
- 安全委員
- 学級委員
- 給食委員
- 視聴覚委員
- 美化委員
- 体育委員
- 整備委員
- 生活委員
- 図書委員
- 保健委員
- 環境委員

## 行事
- 4月　入学式
- 6月　2年東京社会科見学
- 9月　校内体育大会・オール東タイムでー（詳しくはHP参照）
- 10月　校内合唱コンクール・マラソン大会
- 1月　　1・2年書初め大会・1・2年小倉百人一首大会
- 3月　卒業式

## 学区
- 箱田町の一部[3]
- 後家町
- 上新田町
- 小相木町
- 小相木町一丁目
- 古市町の一部
- 古市町一丁目
- 古市町二丁目
- 江田町の一部
- 朝日が丘町
- 光が丘町
- 新前橋町